# Bezměrov
Bezměrov är en ort i Tjeckien.   Den ligger i regionen Zlín, i den östra delen av landet, 230 km öster om huvudstaden Prag. Bezměrov ligger 194 meter över havet och antalet invånare är 561.
Terrängen runt Bezměrov är platt. Runt Bezměrov är det ganska tätbefolkat, med 100 invånare per kvadratkilometer. Närmaste större samhälle är Přerov, 16,2 km nordost om Bezměrov. Trakten runt Bezměrov består till största delen av jordbruksmark.